# Nizar Hamid Nassir
Nizar Hamid Nassir (3 ottobre 1988) è un calciatore sudanese, di ruolo attaccante.

## Carriera
Ha esordito con la maglia della Nazionale nel 2012.